# Louis Moholo
Louis Tebugo Moholo, ook wel Louis Moholo-Moholo (Kaapstad, 10 maart 1940 – aldaar, 13 juni 2025) was een Zuid-Afrikaanse jazzdrummer.

## Biografie
Moholo speelde voor het eerst in de late jaren 1950 met Early Mabuza, The Chordettes en daarna tot 1963 met The Swinging City Six van Ronnie Beers. Met de Jazz Ambassadors rond Cups Nkanuka trad hij in 1962 op op het Cold Castle National Jazz Festival. Als lid van The Blue Notes, opgericht door pianist Chris McGregor, emigreerde hij met deze band naar Europa ter gelegenheid van het Antibes Jazz Festival in 1964. Na een verblijf in Zürich vestigden de muzikanten zich in Londen. Samen met Johnny Dyani, Mongezi Feza, Dudu Pukwana en Chris McGregor inspireerde hij het Britse jazzcircuit. Hij maakte deel uit van de invloedrijke freejazzbigband Brotherhood of Breath van McGregor en de groep Spear van Dudu Pukwana.
Moholo ging in 1971 voor een korte tijd terug naar Zuid-Afrika en stelde daar de eerste editie van zijn Spirits Rejoice samen. Later richtte hij de band Viva-La-Black en later The Dedication Orchestra op, die de tradities van de Brotherhood of Breath voortzette. Zijn eerste album onder zijn eigen naam was Spirits Rejoice (Ogun Records, 1978), dat wordt beschouwd als een klassiek voorbeeld van een succesvolle samenwerking tussen Britse en Zuid-Afrikaanse jazzsolisten en, naast composities van hemzelf en andere bandleden, ook Todd Matshikiza's Wedding Hymn (uit de musical King Kong) en You Ain't Gonna Know Me 'Cos You Think You Know Me van Fezas. Begin jaren 1970 was hij ook lid van de afro-rockband Assagai.
Moholo speelde met vele musici uit de freejazz en geïmproviseerde muziek, eerst met Steve Lacy en Roswell Rudd, daarna jarenlang in het trio van Mike Osborne en met Irène Schweizer en Rüdiger Carl, daarna met Peter Brötzmann en Harry Miller. Keer op keer speelde hij naast Evan Parker, Derek Bailey, Keith Tippett, Elton Dean, maar ook met Misha Mengelberg, Tristan Honsinger, Curtis Clarke, Sean Bergin evenals met John Tchicai en op de Kirchentag in Frankfurt am Main met de Merseburger kathedraalorganist Hans-Günther Wauer. De samenwerking met Cecil Taylor, die ook op cd is opgenomen, werd niet voortgezet.
De laatste jaren is hij vaak verschenen onder de naam Louis Moholo-Moholo (Sesotho moholo = groot, oud; moholo-moholo = heel groot, heel oud). In september 2005 keerde Moholo uit ballingschap terug naar Zuid-Afrika en woont opnieuw in Kaapstad, waar hij nu zijn eigen bigband heeft samengesteld (Hear our Heart’s Vibrations).
Moholo overleed op 13 juni op 85-jarige leeftijd.